# Sierra de la Giganta
La Sierra de la Giganta es una sierra en los municipios de Loreto, Comondú y La Paz, en el estado de Baja California Sur, México, paralela frente al golfo de California, desde el sur de la bahía Concepción hasta el norte de la bahía de La Paz, donde toma el nombre de Los Filos. Su cumbre es llamada “Cerro Giganta” con altitud de 1668 metros sobre el nivel del mar y está listada como la sexta montaña más alta del estado.
El clima en general es seco, en las partes más altas es un poco más húmedo con precipitaciones en agosto y septiembre. La flora y fauna corresponden a la ecorregión del desierto de Baja California y al ecosistema Matorral xerófilo.